# Lista de primeiros-ministros da República Democrática do Congo
Lista de chefes de Governo da República Democrática do Congo (ex-Zaire) desde a independência : 

## Chefes de governo
| #                                                           | Nome                           | Mandato                        | Mandato                        | Partido                                            | Chefe de Estado                |
| #                                                           | Nome                           | Início de Mandato              | Fim do Mandato                 | Partido                                            | Chefe de Estado                |
| República do Congo (1960-1971)                              | República do Congo (1960-1971) | República do Congo (1960-1971) | República do Congo (1960-1971) | República do Congo (1960-1971)                     | República do Congo (1960-1971) |
| ----------------------------------------------------------- | ------------------------------ | ------------------------------ | ------------------------------ | -------------------------------------------------- | ------------------------------ |
| 1                                                           | Patrice Lumumba                | 24 de junho de 1960            | 5 de setembro de 1960          | Movimento Nacional Congolês-Lumumba                | Joseph Kasa-Vubu               |
| 2                                                           | Joseph Iléo                    | 5 de setembro de 1960          | 20 de setembro de 1960         | Movimento Nacional Congolês-Kalonji                | Joseph Kasa-Vubu               |
| 3                                                           | Albert Ndele                   | 20 de setembro de 1960         | 3 de outubro de 1960           | Independente                                       | Joseph Kasa-Vubu               |
| 4                                                           | Justin Marie Bomboko           | 3 de outubro de 1960           | 9 de fevereiro de 1961         | Independente                                       | Joseph Kasa-Vubu               |
| -                                                           | Antoine Gizenga                | 13 de dezembro de 1960         | 5 de agosto de 1961            | Partido da Solidariedade Africana                  | Joseph Kasa-Vubu               |
| (2)                                                         | Joseph Iléo                    | 9 de fevereiro de 1961         | 2 de agosto de 1961            | Movimento Nacional Congolês-Kalonji                | Joseph Kasa-Vubu               |
| 5                                                           | Cyrille Adoula                 | 2 de agosto de 1961            | 30 de junho de 1964            | Movimento Nacional Congolês-Kalonji                | Joseph Kasa-Vubu               |
| 6                                                           | Moïse Tshombe                  | 30 de junho de 1964            | 13 de outubro de 1965          | CONACO                                             | Joseph Kasa-Vubu               |
| 7                                                           | Évariste Kimba                 | 18 de outubro de 1965          | 14 de novembro de 1965         | CONAKAT                                            | Joseph Kasa-Vubu               |
| 8                                                           | Léonard Mulamba                | 25 de novembro de 1965         | 26 de outubro de 1966          | Independente (militar)                             | Joseph-Desiré Mobutu           |
| Cargo abolido (26 de outubro de 1966 - 6 de julho de 1977)  |                                |                                |                                |                                                    |                                |
| República do Zaire (1971-1997)                              |                                |                                |                                |                                                    |                                |
| 9                                                           | Mpinga Kasenda                 | 6 de julho de 1977             | 6 de março de 1979             | Movimento Popular da Revolução                     | Mobutu Sese Seko               |
| 10                                                          | André Bo-Boboliko Lokonga      | 6 de março de 1979             | 27 de agosto de 1980           | Movimento Popular da Revolução                     | Mobutu Sese Seko               |
| 11                                                          | Jean Nguza Karl-i-Bond         | 27 de agosto de 1980           | 23 de abril de 1981            | Movimento Popular da Revolução                     | Mobutu Sese Seko               |
| 12                                                          | N'singa Udjuu Ongwabeki Untubu | 23 de abril de 1981            | 5 de novembro de 1982          | Movimento Popular da Revolução                     | Mobutu Sese Seko               |
| 13                                                          | León Kongo wa Dongo            | 5 de novembro de 1982          | 31 de outubro de 1986          | Movimento Popular da Revolução                     | Mobutu Sese Seko               |
| Cargo Vago (31 de outubro de 1986 - 22 de janeiro de 1987)  |                                |                                |                                |                                                    |                                |
| 14                                                          | Mabi Mulumba                   | 22 de janeiro de 1987          | 7 de março de 1988             | Movimento Popular da Revolução                     | Mobutu Sese Seko               |
| 15                                                          | Sambwa Pida Nbagui             | 7 de março de 1988             | 26 de novembro de 1988         | Movimento Popular da Revolução                     | Mobutu Sese Seko               |
| (13)                                                        | León Kengo wa Dongo            | 26 de novembro de 1988         | 4 de maio de 1990              | Movimento Popular da Revolução                     | Mobutu Sese Seko               |
| 16                                                          | Lunda Bululu                   | 4 de maio de 1990              | 1 de abril de 1991             | Movimento Popular da Revolução                     | Mobutu Sese Seko               |
| 17                                                          | Mulumba Lukoji                 | 1 de abril de 1991             | 29 de setembro de 1991         | Movimento Popular da Revolução                     | Mobutu Sese Seko               |
| 18                                                          | Étienne Thisekedi              | 29 de setembro de 1991         | 1 de novembro de 1991          | União para a Democracia e Progresso Social         | Mobutu Sese Seko               |
| 19                                                          | Bernardin Mungul Diaka         | 1 de novembro de 1991          | 25 de novembro de 1991         | Assembleia Democrática da República                | Mobutu Sese Seko               |
| (11)                                                        | Jean Nguza Karl-i-Bond         | 25 de novembro de 1991         | 15 de agosto de 1992           | União de Federalistas e Republicanos independentes | Mobutu Sese Seko               |
| (18)                                                        | Étienne Thisekedi              | 15 de agosto de 1992           | 18 de março de 1993            | União para a Democracia e Progresso Social         | Mobutu Sese Seko               |
| 20                                                          | Faustín Birinda                | 18 de março de 1993            | 14 de janeiro de 1994          | União para a Democracia e Progresso Social         | Mobutu Sese Seko               |
| (13)                                                        | León Kengo wa Dongo            | 6 de julho de 1994             | 2 de abril de 1997             | União de Democratas Independentes                  | Mobutu Sese Seko               |
| (18)                                                        | Étienne Thisekedi              | 2 de abril de 1997             | 9 de abril de 1997             | União para a Democracia e Progresso Social         | Mobutu Sese Seko               |
| 21                                                          | Likulia Bolongo                | 9 de abril de 1997             | 16 de maio de 1997             | Militares                                          | Mobutu Sese Seko               |
| República Democrática do Congo (1997-presente)              |                                |                                |                                |                                                    |                                |
| Cargo abolido (16 de maio de 1997 - 30 de dezembro de 2006) |                                |                                |                                |                                                    |                                |
| 22                                                          | Antoine Gizenga                | 30 de dezembro de 2006         | 10 de outubro de 2008          | Partido Lumubista Unificado                        | Joseph Kabila                  |
| 23                                                          | Adolphe Muzito                 | 10 de outubro de 2008          | 6 de março de 2012             | Partido Lumubista Unificado                        | Joseph Kabila                  |
| -                                                           | Louis Alphonse Koyagialo       | 6 de março de 2012             | 18 de abril de 2012            | Partido Lumubista Unificado                        | Joseph Kabila                  |
| 24                                                          | Augustin Matata Ponyo          | 18 de abril de 2012            | 17 de novembro de 2016         | Partido Popular pela Reconstrução e Democracia     | Joseph Kabila                  |
| 25                                                          | Samy Badibanga                 | 17 de novembro de 2016         | 18 de maio de 2017             | União para Democracia e o Progresso Social         | Joseph Kabila                  |
| 26                                                          | Bruno Tshibala                 | 18 de maio de 2017             | 7 de setembro de 2019          | União para Democracia e o Progresso Social         | Joseph Kabila                  |
| 27                                                          | Sylvestre Ilunga               | 7 de setembro de 2019          | 26 de abril de 2021            | Partido Popular pela Reconstrução e Democracia     | Félix Tshisekedi               |
| 28                                                          | Jean-Michel Sama Lukonde       | 26 de abril de 2021            | 12 de junho de 2024            | Futuro do Congo                                    | Félix Tshisekedi               |
| 29                                                          | Judith Tuluka                  | 12 de junho de 2024            | presente                       | União para Democracia e o Progresso Social         | Félix Tshisekedi               |